# مجهر إلكتروني نافذ عالي الدقة
المجهر الإلكتروني النافذ عالي الدقة (High-resolution transmission electron microscopy) الذي يرمز له (HRTEM) عبارة عن مجهر إلكتروني نافذ له القدرة على إظهار صور للبنى البلورية للعينات على المستوى الذري. بسبب دقته العالية فإنه يعد من الأجهزة التي لا يستغنى عنها لدراسة خصائص المواد البلورية على مستوى النانو مثل شبه الموصلات والفلزات. حالياً، أعلى دقة يمكن الوصول إليها تبلغ 0.8 أنغستروم أي 0.08 نانومتر. تماثل هذه الأبعاد ما هو موجود على المستوى الذري بحيث يمكن تصوير العيوب البلورية والذرات بحد ذاتها. بما أن البنى البلورية ثلاثية الأبعاد لذلك فإنه من الضروري أخذ عدة صور من عدة زوايا للبلورة وتجميعها إلى خريطة ثلاثية الأبعاد. تسمى هذه التقنية علم البلورات الإلكتروني electron crystallography.

## تباين الصورة والتفسير

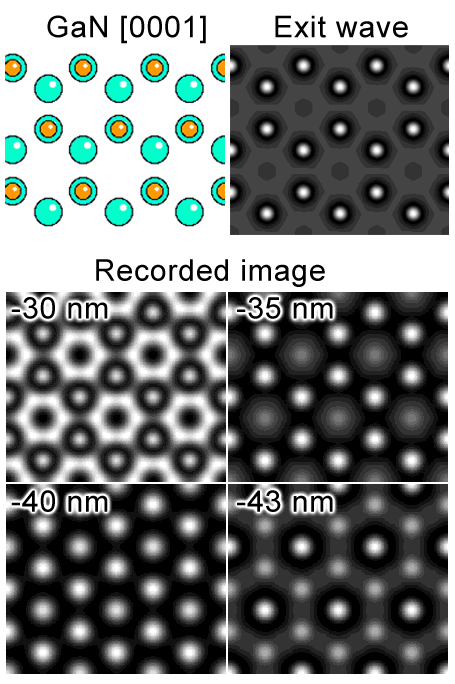
صورة عالية الدقة لـ GaN[0001

على العكس من المجاهر التقليدية فإن HRTEM لا يعتمد على المطال أي على الامتصاص من قبل المادة من أجل إظهار الصورة. بدلاً من ذلك فإن التباين يظهر من تداخل في مستوى الصورة للموجة الإلكترونية مع نفسها. نظرا لعدم المقدرة على تسجيل الطور لهذه الموجات، فلذلك فإنه عادة يجري قياس المطال الناتج عن هذا التداخل، مع العلم أن طور الموجة الإلكترونية يحمل اللمعلومات عن العينة ويؤدي إلى توليد التباين في الصورة، ومن هنا أتت تسمية تصوير تباين الطور phase-contrast imaging. مع العلم بضرورة أن تكون العينة رقيقة جداً بحيث أن التغيرات في المطال لا تؤثر كثيرا على الصورة. تدعى هذه التغيرات تقريبات جسم طور الضعيفة weak phase object approximation ويرمز لها WPOA.
إن التأثير المتبادل بين موجة الإلكترونات والبنية البلورية للعينة ليس مدروساً بالشكل الكامل لحد الآن، لكن يمكن تصور رؤية لهذا الأمر. إن كل إلكترون يتآثر بشكل منفصل مع العينة، بحيث أنه فوق العينة، يمكن أن تقريب كون موجة الإلكترون كمستوي موجي واقع على سطح العينة. عند اختراقه للعينة، فإنه يجذب من قبل نوى الذرات المشكّلة للعينة. في الوقت نفسه فإن التأثير المتبادل بين موجة الإلكترونات مع أعمدة الذرات المختلفة يؤدي إلى حيود براغ. على الرغم من عدم وجود تفسير كامل لظاهرة التأثير المتبادل للإلكترونات مع ذرات العينة، إلا أن المعلومات المتوافرة كافية لإظهار صور عالية الدقة.